# مهرداد مردانی
مهرداد مردانی (زاده ۱ تیر ۱۳۷۱) کشتی‌گیر فرنگی‌کار اهل ایران است.

## ورزشی حرفه‌ای

### قهرمانی کشتی جهان ۲۰۱۷
مردانی در وزن ۵۹ کیلوگرم کشتی فرنگی مسابقات قهرمانی کشتی جهان ۲۰۱۷ پاریس حاضر بود که در دور نخست با نتیجه ۳ بر صفر از سد فیروز توختائف، دارنده مدال برنز ۲۰۱۶ آسیا از ازبکستان گذشت. وی در دور دوم نیز با نتیجه ۵ بر ۲ مقابل همت رستم از ترکیه به پیروزی رسید، اما در مرحله یک‌چهارم نهایی با نتیجه ۱۲ بر ۶ مغلوب کیم سئونگ-هاک از کره‌جنوبی شد که با توجه به شکست حریفش در مرحله نیمه‌نهایی و عدم راهیابی به فینال از گردونه مسابقات کنار رفت.

### بازی‌های آسیایی ۲۰۱۸
مردانی در دور اول مقابل کیم سئونگ-هاک دارنده مدال برنز جهان از کره جنوبی با نتیجه ۷ بر ۳ پیروز شد. وی در دور دوم مقابل شینوبو اوتا دارنده مدال نقره المپیک از ژاپن با نتیجه ۹ بر صفر شکست خورد و با توجه به حضور حریفش در دیدار فینال به گروه بازنده ها رفت. مردانی در این گروه مقابل حسن سیدیک از کشور اندونزی با نتیجه ۹ بر صفر به پیروزی رسید و راهی دیدار رده بندی شد. مردانی در دیدار رده بندی وزن ۶۰ کیلوگرم به مصاف اسلام‌جان بهرام‌اف دارنده مدال برنز جوانان جهان از ازبکستان رفت. وی در این دیدار با نتیجه ۸ بر صفر به پیروزی رسید و مدال برنز این وزن را از آن خود کرد.

### قهرمانی کشتی جهان ۲۰۱۸
مهرداد مردانی در نخستین دیدار خود مقابل شینوبو اوتا از ژاپن دارنده مدال نقره المپیک و بازی‌های آسیایی با نتیجه ۹ بر یک شکست خورد. در ادامه با توجه به شکست این حریف ژاپنی، مردانی از دور مسابقات حذف شد.

### قهرمانی جهان ۲۰۲۱
مهرداد مردانی در وزن ۶۰ کیلوگرم پس از استراحت در دور اول، در دور دوم با نتیجه ۱۱ بر ۳ رضوان آرنئوت دارنده مدال برنز اروپا از رومانی را مغلوب کرد. وی در دور سوم و در مرحله یک چهارم نهایی با نتیجه ۷ بر صفر مغلوب گئورگ قاریبیان قهرمان اروپا از ارمنستان شد و با توجه به شکست این کشتی گیر در مرحله نیمه نهایی، مردانی از دور رقابت‌ها کنار رفت.

## مهاجرت به کانادا
مهرداد مردانی در آذر ۱۴۰۲ به کانادا مهاجرت کرد.